# Bruxelles-Ingooigem 1968
La Bruxelles-Ingooigem 1968, ventunesima edizione della corsa, si svolse il 12 giugno su un percorso con arrivo a Ingooigem. Fu vinta dal belga Romain Furnière della squadra Flandria-De Clercq-Kruger davanti ai connazionali Etienne Buysse e Rik Van Looy.

## Ordine d'arrivo (Top 10)
| Pos. | Corridore             | Squadra                          | Tempo |
| ---- | --------------------- | -------------------------------- | ----- |
| 1    | Romain Furnière       | Flandria-De Clercq-Kruger        |       |
| 2    | Etienne Buysse        | Pull Over Centrale-Tasmanie-Novy |       |
| 3    | Rik Van Looy          | Willem II-Gazelle                |       |
| 4    | Leopold Van den Neste | Pull Over Centrale-Tasmanie-Novy |       |
| 5    | Theo Mertens          | Mann-Grundig                     |       |
| 6    | Etienne Sonck         | Goldor-Hertekamp-Herta           |       |
| 8    | Dies Kosten           | Caballero                        |       |
| 8    | Dignus Kosten         | Caballero                        |       |
| 9    | Willy Donie           | Flandria-De Clerck-Krueger       |       |
| 10   | Gilbert Wuytack       | Mercier-BP-Hutchinson            |       |